# 매닉스
《매닉스》(영어: Mannix)는 1967년부터 1975년까지 방영된 미국의 텔레비전 드라마이다.